# Euro Cristiani
Euro Cristiani (Trieste, 1948) è un batterista, cantante e compositore italiano.

## Biografia
Alla fine degli anni sessanta entra nella band di Patrick Samson, il Patrick Samson Set, sostituendo Nigel Pegrum, insieme ai torinesi Guido Guglielminetti al basso e Umberto Tozzi alla chitarra. Nel 1970 trova posto alla Numero Uno come session man, lavorando a numerose incisioni della predetta etichetta discografica; lì conosce il cantante pugliese Adriano Pappalardo, ed entra nella band di 13 elementi (comprende un'intera sezione fiati) che accompagna il cantante in tournée: alla chitarra ritrova Umberto Tozzi.
Entrambi partecipano all'incisione dell'Lp omonimo di Pappalardo, del 1972, ed a quello dell'anno successivo, oltre che in Un essere umano di Oscar Prudente; per il pugliese è anche autore di alcune musiche. Nel 1977 suona anche ne La casa del serpente di Ivano Fossati (con il quale aveva già collaborato, suonando in un 45 giri di tre anni prima).
Più avanti lo troviamo ad accompagnare Tozzi in studio e dal vivo; per il cantautore torinese scriverà il brano Sogno CB. Sarà proprio Tozzi a produrre nel 1979 il suo esordio da solista con il singolo L'amore è quando non c'è più.

## I dischi in cui ha suonato Euro Cristiani
- 1970: Il sapore dell'estate di Patrick Samson
- 1972: Adriano Pappalardo di Adriano Pappalardo
- 1973: Un essere umano di Oscar Prudente
- 1973: California no di Adriano Pappalardo
- 1974: Strada bianca dei Data
- 1974: Infinite fortune di Oscar Prudente
- 1977: È nell'aria...ti amo di Umberto Tozzi
- 1977: La casa del serpente di Ivano Fossati
- 1978: Tu di Umberto Tozzi
- 1979: Gloria di Umberto Tozzi
- 1980: Tozzi di Umberto Tozzi

## Le principali canzoni scritte da Euro Cristiani
| Anno | Titolo            | Autori del testo       | Autori della musica | Interpreti         |
| ---- | ----------------- | ---------------------- | ------------------- | ------------------ |
| 1972 | I figli dell'aria | Gianni Celano Giannici | Euro Cristiani      | Adriano Pappalardo |
| 1978 | Sogno CB          | Euro Cristiani         | Euro Cristiani      | Umberto Tozzi      |

## Discografia (parziale)
- 22 febbraio 1979: L'amore è quando non c'è più/Angela (CGD, 10143)